# Angelo Bonelli

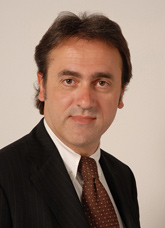
Angelo Bonelli, Porträt als Abgeordneter (2006)

Angelo Bonelli (* 30. Juli 1962 in Rom) ist ein italienischer Politiker (EV, vormals FdV).
Er war von 1993 bis 1994 Präsident des heutigen Municipio X in Rom und von 2006 bis 2008 Mitglied der Abgeordnetenkammer im italienischen Parlament. Von 2009 bis 2018 war Bonelli Coordinatore der Federazione dei Verdi. 2012 kandidierte er im apulischen Tarent für das Bürgermeisteramt.  Seit der Parteigründung im Juli 2021 gehört er als Parteisprecher (Portavoce) dem Parteivorstand von Europa Verde an.